# Manoir de Kaggeholm
Le manoir de Kaggeholm (en suédois : Kaggeholms gård) est situé dans la commune de Ekerö, en Suède.

## Histoire
Le site a été mentionné pour la première fois sur un document en 1287. Durant les années 1500, la ferme est possédée par des membres du Grip et la famille Baat.
En 1647, le Comte Lars Kagg (1595-1661) acquiert un domaine sur l'île d'Helgö, qu'il nomma Kaggeholm. La construction du manoir et des bâtiments commence dans les années 1720, sur les dessins de l'architecte baroque Nicodème Tessin le Jeune. Le style du château actuel apparaît au XIXe siècle, après de nombreux changements.
Aujourd'hui, le château (Kaggeholms slott) est utilisé comme un centre de conférence et appartient au société suédoise de développement immobilière Sisyfosgruppen depuis 2018. Il était auparavant utilisé par le mouvement pentecôtiste suédois comme centre de formation par le Collège de Kaggeholm.

## Dans la culture populaire
Le château et l'ancienne école à proximité ont été utilisés comme décor principal pour la série Young Royals.